# 凯尔·斯托尔克
凯尔·斯托尔克（荷蘭語：Kyle Stolk，1996年6月28日—）生于南非豪登省伊登维尔，是一名荷兰男子游泳运动员，主攻自由泳。他的父亲是荷兰人，母亲是南非人。他在7岁时开始练习游泳，11岁时随父母移居至爱尔兰，2010年底移居至荷兰埃因霍温。刚移居荷兰时，他对自己缺乏信心，后来在教练的开导下，他重拾信心，开始取得一些进步。